# Sigma-kompleksy
σ-kompleksy – w chemii metaloorganicznej związki chemiczne, w których występują wiązania koordynacyjne tworzone przez frontalne nakładanie się orbitali σ atomów węgla z orbitalami d lub s metali przejściowych.
Do tego typu układów zalicza się m.in.:
- karbonylki,
- kompleksy alkilowe,
- karbeny